# NGC 1937
NGC 1937 (również ESO 56-SC112 lub LH48) – gromada otwarta znajdująca się w gwiazdozbiorze Złotej Ryby. Należy do Wielkiego Obłoku Magellana. Odkrył ją James Dunlop 27 września 1826 roku. NGC 1937 jest położona w obszarze H II przylegającym do północno-wschodniej krawędzi superbąbla w większym kompleksie H II o nazwie LMC-N44.